# Markus Zimmermann
Markus Zimmermann, född 4 september 1964 i Berchtesgaden i Västtyskland, är en före detta tysk bob-åkare som tävlade mellan 1984 och 2004. Han har tävlat för klubben WSV Königssee. Han har deltagit i fyra olympiska spel, 1992-2002, med fyra vunna medaljer varav två är guld. Silvret 1992 vann han tillsammans med Rudi Lochner, bronset i Nagano och guldet i Salt Lake City vann han med Christoph Langen. Hans guld från Nagano vann han med Christoph Langen, Marco Jakobs och Olaf Hampel.

Han har också vunnit åtta medaljer i FIBT-världsmästerskapen, varav fem guld:
- Tvåmanna
  - Guld 1991 tillsammans med: Rudi Lochner
  - Guld 1996 tillsammans med: Christoph Langen
  - Silver 1999 tillsammans med: Christoph Langen
  - Guld 2000 tillsammans med: Christoph Langen
  - Silver 2004 tillsammans med: Christoph Langen
- Fyrmanna
  - Guld 1996 tillsammans med: Christoph Langen, Sven Peter, Alex Metzger
  - Silver 2000 tillsammans med: Christoph Langen, Tomas Plazter, Sven Rühr
  - Guld 2001 tillsammans med: Christoph Langen, Sven Rühr, Olav Hampel